# Philippe-Charles de La Fare
Pour les autres membres de la famille, voir Famille de La Fare.
 (mars 2012).
Si vous disposez d'ouvrages ou d'articles de référence ou si vous connaissez des sites web de qualité traitant du thème abordé ici, merci de compléter l'article en donnant les références utiles à sa vérifiabilité et en les liant à la section « Notes et références ».
Philippe-Charles de La Fare, dit « le marquis de La Fare » (15 février 1687 – 14 septembre 1752, Paris), 4e marquis de Monclar, comte de Laugères, est un officier général français de l'Ancien Régime, maréchal de France.

## Biographie

### Famille
Philippe-Charles de La Fare est le fils ainé de Charles-Auguste de La Fare, capitaine des gardes de Philippe d'Orléans, fils de France, et de Louise-Jeanne de Lux de Ventelet (1667-1691). Il est le frère d'Étienne-Joseph de La Fare, évêque-duc de Laon, et le cousin de des cardinaux Anne-Louis-Henri de La Fare et François-Joachim de Pierre de Bernis.
Pendant toute sa vie, Philippe-Charles de La Fare va aider ses parents et ses amis à obtenir des charges, des avancements, des pensions. La famille a bénéficié des appuis de la maison d'Orléans. Ils sont leurs serviteurs à la Cour depuis que la monarchie s’est faite absolue et la mort de Mazarin.[réf. nécessaire]
Le 6 août 1713, La Fare épouse Françoise Paparel, fille de Claude-François Paparel, trésorier de l'extraordinaire des guerres, et de Marie Sauvion.

### Guerre de Succession d’Espagne

#### Premières années (1701-1704)
En 1701, la guerre de Succession d’Espagne commence. Elle va opposer de 1701 à 1714, la France de Louis XIV, alliée à la Bavière et à l’électorat de Cologne, au restant de l’Europe : Grande-Bretagne, Hollande, Autriche, Prusse, Hanovre, Portugal et Savoie. Philippe-Charles a 14 ans, et est nommé mousquetaire du roi par Philippe d'Orléans et Élisabeth-Charlotte de Bavière, le 26 mars 1693. 
Les mousquetaires du roi sont engagés dans la campagne de Flandres, en 1702. La Fare sert au siège de Nimègue (1702), où les Hollandais sont battus.
Devenu sous-lieutenant au régiment du Roi en 1703, il se trouve à la prise de Brisach sous les ordres de Louis duc de Bourgogne, le 6 septembre 1703. Le 15 novembre 1703, il est présent à la bataille de Spire remportée par le maréchal Camille d'Hostun, et participe à la prise de Landau le 16 novembre 1703.
Nommé enseigne de la compagnie colonelle du régiment du Roi le 16 janvier 1704 Philippe-Charles de La Fare fait campagne dans l'armée de la Moselle. Au début de l’année 1704, il passe en Italie et accède au commandement du régiment de Gâtinais (7 juin 1704), à la suite de la démission du vicomte de Poudenx.
Il est sous les ordres du maréchal Vendôme lorsque ce dernier met le siège autour d'Ivrée. Après la prise de la ville, il participe aux sièges de Verrue et de Mirandola.

#### Face au prince Eugène de Savoie-Carignan (1705-1706)
À cette époque la France ne connaît plus que des défaites, à la fois sur terre et sur mer. La Fare commande alors la brigade du maréchal Louis-Joseph de Vendôme et réussit à battre le prince Eugène de Savoie-Carignan, à la bataille de Cassano, le 16 août 1705. Le jeune colonel et son régiment participent ensuite à la prise de Soncino. Le 19 avril, il est toujours aux côtés du maréchal Vendôme, lorsqu'ils battent les armées du comte de Reventlau, à la bataille de Calcinato. Il se distingue à l’attaque de Canario et à celle des lignes ennemies devant Turin, où il reçoit une blessure à la cuisse. 
La Fare participe ensuite au siège de Turin, commandé par le général François III d'Aubusson. Le siège dure deux mois. Le prince Eugène de Savoie-Carignan commence par vaincre les assiégeants de Turin, le 7 septembre 1706. Puis, en quelques mois, il chasse les armées françaises d’Italie. Toutes les victoires de Vendôme, aidé de La Fare et de son régiment de Gâtinais, n’ont servi à rien.

#### L'armée du Dauphiné (1707-1711)
En 1707, La Fare est employé à l'armée du Dauphiné sous les ordres du maréchal René de Froulay de Tessé. Après les défaites en Italie, il faut contenir les forces ennemies. Mais celles-ci envahissent le sud-est de la France, et entreprennent le siège de Toulon, devenu effectif le 26 juillet 1707. L’armée du maréchal de Tessé, soutenue et aidée par la population, repousse les attaques. Après 25 jours de bombardement et d'attaques infructueuses, La Fare contribue par un coup de main hardi à faire lever le siège de Toulon au duc de Savoie et au prince Eugène, le 22 août 1707. Les Austro-Sardes doivent battre en retraite derrière le Var. Ils ont perdu dans cette affaire plus de 8 000 soldats. 
Dans la même armée, sous le maréchal Claude Louis Hector de Villars, La Fare obtient un nouveau succès contre le duc de Savoie, en 1708. Il a part à la prise des deux villes de Césane, malgré un ennemi supérieur en nombre. Il sert encore, de 1709 à 1711, dans l'armée de Dauphiné, sous le maréchal Jacques Fitz-James de Berwick.

### Durant la Régence
Philippe-Charles est nommé capitaine des gardes du duc Philippe d'Orléans (1674-1723), le 29 mai 1712, en remplacement de son père. L’entourage des Orléans est organisé selon des principes apparemment intangibles. La Maison est composée de commensaux qui jouissent à ce titre de privilèges importants. Depuis toujours, les usages avaient très fortement structuré les fidélités. Les parentés et les réseaux d’amitié assurent la promotion des La Fare.
Son beau-père, Claude-François Paparel, est arrêté sur ordre de Philippe d'Orlénas, le régent du royaume, comme beaucoup d'autres banquiers, pour soupçon de trahison et crime de péculat. Il est condamné à mort en 1716, mais La Fare obtient sa grâce de Philippe d'Orléans, son protecteur.
La Fare sert au siège de Barcelone en 1714, toujours sous les ordres du maréchal de Berwick. Il reçoit un brevet de brigadier, le 1er janvier 1716. Dans ses mémoires, Le duc de Luynes explique qu’il obtient ce grade du fait d’une charge qu’il n’a pas payé.[évasif] Il reçoit les provisions de cette nouvelle charge et se démet alors du régiment de Gâtinais. Cette charge rend son propriétaire rapidement premier brigadier du corps des dragons.[évasif]
Le 15 novembre 1717, le marquis de la Fare prend le commandement du régiment de Normandie, vacant par la mort du comte d'Angennes.
L'année suivante, le roi lui donne le 8 septembre la lieutenance générale au gouvernement de Languedoc pour le Vivarais et le Velay, sur la démission du comte de Roure. Ce rôle de gouverneur est de courte durée. 
Le 2 janvier 1719, la France déclare la guerre à Philippe V d'Espagne. Une armée de 36 600 hommes commandée par le maréchal de Berwick fait le siège de Fontarrabie. Le 17 juin 1719, un boulet ayant décapité leur gouverneur, la place forte se rend. C'est ensuite Saint-Sébastien qui tombe le 19 août. La Fare et les troupes françaises longent les Pyrénées et se retrouvent en Catalogne. Ils participent à la prise d'Urgell, faite malgré les pluies d’automne et le manque de ravitaillement. Les armées françaises assiègent Roses, mais doivent se replier sur le Roussillon, du fait d’une tempête qui détruit un convoi maritime venant les ravitailler. C’est alors la paix.
Le roi le fait maréchal de camp le 10 avril 1720, et gouverneur du château d'Alès et des Cévennes le 1er janvier 1721. Philippe-Charles de la Fare séjourne alors dans le Languedoc.

### Ambassade en Espagne
C’est à cette époque que Louis de Rouvroy, duc de Saint-Simon supplie le régent de lui accorder la faveur de se rendre à Madrid en qualité d’ambassadeur extraordinaire. À l’époque, la France et l’Espagne échangent leurs princesses. La fille de Philippe d'Orléans (1674-1723) deviendra reine d’Espagne, et l’infante se rend en France pour se marier avec Louis XV. 
Dans le même temps, le duc d'Orléans décide d’envoyer La Fare, le capitaine de ses gardes, en Espagne, pour remercier les Espagnols du mariage de sa fille avec leur roi. Ses rapports avec Saint-Simon sont difficiles.
La Fare est fait chevalier de la Toison d’Or par Philippe V, le 11 janvier 1722. Il est nommé commandant en chef en Languedoc, par commission du 22 février 1724. Il est aussi fait chevalier de l'ordre du Saint-Esprit sur ordre du roi Louis XV, le 13 mai 1731.

### Guerre de Succession de Pologne (1733-1738)
En 1733, c’est à nouveau la guerre, à la mort d'Auguste II, électeur de Saxe et roi de Pologne. Le 1er février 1733, la diète polonaise lui choisit comme successeur le beau-père du roi de France, Stanislas Leszczynski. Ce choix est dû en partie à l'argent de la France. Mais l'impératrice de Russie et l'empereur d'Allemagne Charles VI du Saint-Empire envoient des troupes contre lui.
La Fare est employé dans l'armée du Rhin, et est à l’attaque des lignes d'Ettlingen le 4 mai 1734. Il monte à la tranchée les 8 juin et 8 juillet au siège de Philippsbourg, puis marche au siège de Worms qui se rend le 23 juillet. Pendant cette campagne, il est créé lieutenant général des armées, le 1er avril 1735.
Après la paix qui est signée à Vienne en 1738, il obtient la lieutenance générale du comté nantais, sur la démission du maréchal d'Estrées, et se démet des mêmes fonctions en Languedoc. En 1734, La Fare demande et obtient la faveur d'être payé comme lieutenant général employé toute l'année.

### La guerre de Succession d'Autriche (1740-1748)
En 1740, au début de la guerre de Succession d'Autriche, il est employé à l'armée de Bavière et de Bohème, et combat en Autriche et en Bohême. Les armées françaises, commandées par le maréchal de Belle-Isle, envahissent la Bohême. Le 26 novembre 1741, le maréchal de Saxe attaque Prague et s'en empare. La Fare contribue beaucoup par son action à cette victoire.[réf. nécessaire]
Puis, il commande l'arrière-garde pendant la retraite de l'armée de Bohême. À cette époque, son aide de camp est Louis-Joseph de Montcalm. À la fin du mois d’août 1743, La Fare est employé à l'armée d'Alsace du maréchal de Coigny, en tant que lieutenant général. Il se retrouve avec le lieutenant-général Claude-Guillaume Testu de Balincourt à la défaite du prince Charles de Lorraine. 
L'année suivante, en janvier 1744, il est le premier général auquel pense le roi pour l'armée du Rhin[réf. nécessaire], il attaque Wissembourg, puis fait le siège de Fribourg. En 1745, il est employé à l'armée du Bas-Rhin, sous le prince de Conti, et la commande jusqu'à l'arrivée de ce prince. Il concourt à la prise de Guermesheim, et on le lui doit grâce à un hardi passage du Rhin, en plein jour, à la vue des ennemis.

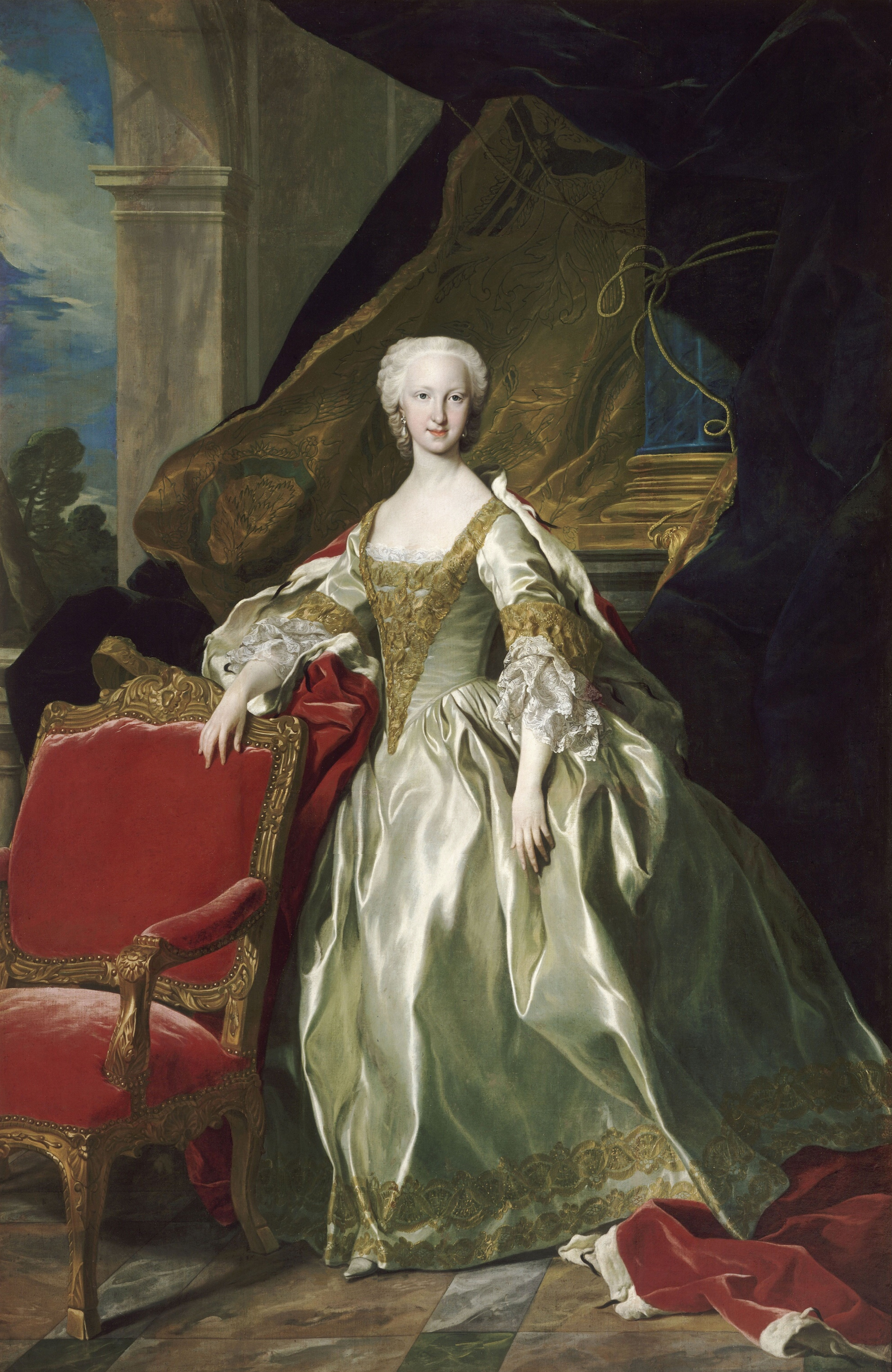
La Dauphine Marie-Thérèse-Raphaëlle.

Le 20 décembre 1744, Philippe-Charles de la Fare est créé chevalier d'honneur de Madame la Dauphine, infante d'Espagne. Il est chargé de remettre à la princesse des cadeaux à son arrivée à la cour. Il accompagne l’infante partout, comme sa charge l’y oblige.
En avril 1745, Philippe-Charles de La Fare doit rejoindre une armée sur la Lahn, pour l’emmener rejoindre celle du prince de Conti. Puis, il reçoit l’ordre d’organiser les défenses de Strasbourg. En mars 1746, Philippe-Charles de La Fare va commander[Quoi ?] en Bretagne à la place du maréchal de Brancas.
En 1746, Philippe-Charles de La Fare suit le prince de Conti à l'armée de Flandre et au siège de Mons. Le 10 juillet, le prince de Conti a sous ses ordres un corps d’armée, avec lequel il investit Mons, la capitale du Hainaut autrichien. Douze bataillons la défendent. Mais, La Fare attaque la ville et la prend.[réf. nécessaire] La moitié de ses prisonniers sont hollandais. C'est lui qui commande les assiégeants de Saint-Ghislain, forteresse qui subit le même sort le 24 juillet 1746. Deux semaines plus tard, le 2 août, Charleroi suit de près. Il prend d’assaut la ville basse, après deux jours seulement de tranchée ouverte. Et le marquis de La Fare entre dans Charleroi. Là aussi, la garnison est faite prisonnière.

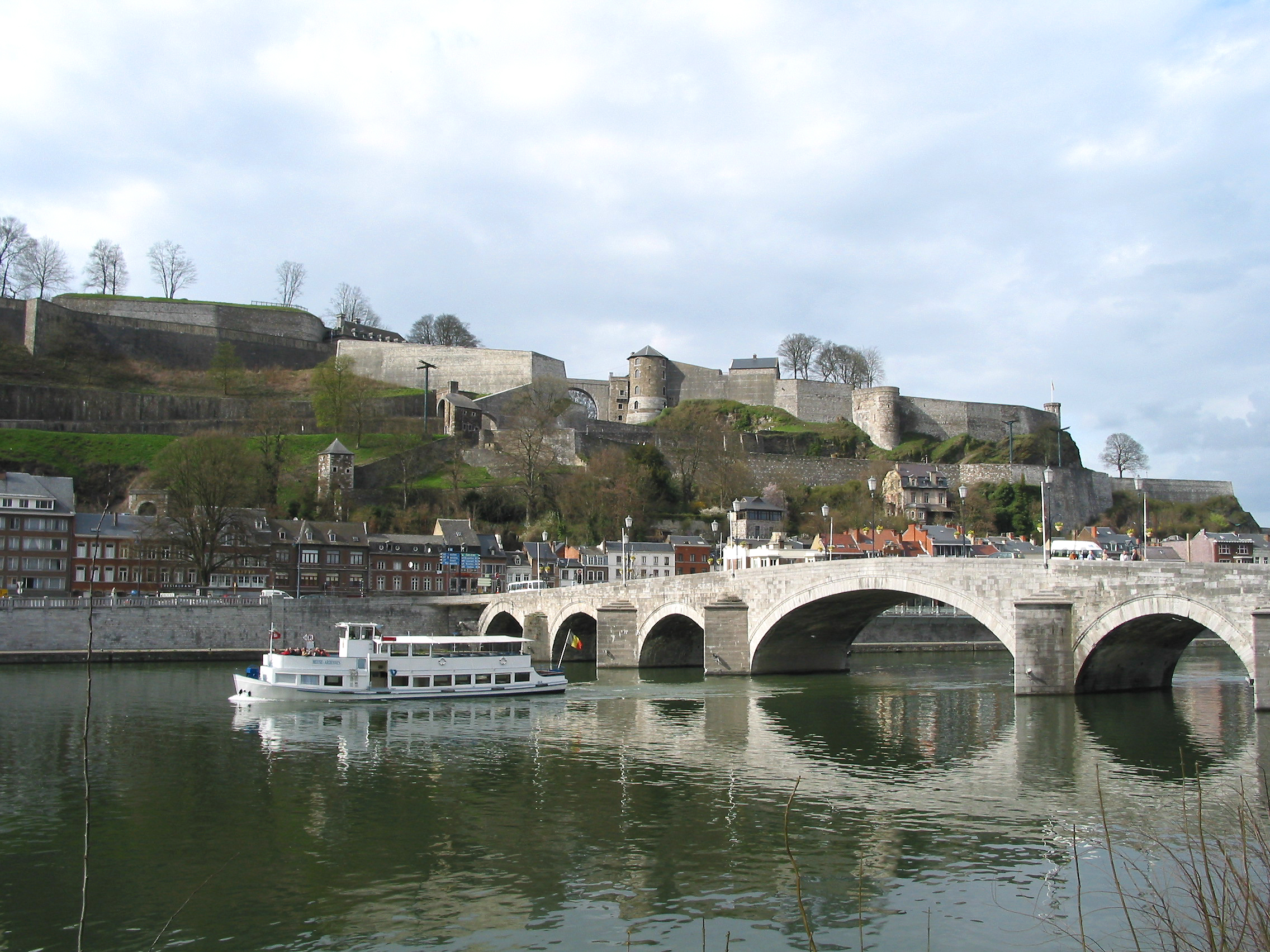
La citadelle de Namur.

Le grand projet de Philippe-Charles de La Fare est d’aller à Maastricht, d’où il pourrait dominer aisément les Provinces-Unies. Mais pour ne laisser rien derrière soi, il faut assiéger l'importante ville de Namur. Le prince Charles[Qui ?], qui commande alors l’armée, fait en vain ce qu’il peut pour prévenir ce siège. Au confluent de la Sambre et de la Meuse est située Namur, dont la citadelle s’élève sur un roc escarpé; et douze autres forts, bâtis sur la cime des rochers voisins, semblent rendre Namur inaccessible aux attaques. C’est l’une des places dite de la barrière. Le prince de Gavre en est le gouverneur pour l’impératrice-reine. Le prince de Conti et Philippe-Charles de La Fare forcent le prince Charles à s’éloigner, et à les laisser assiéger Namur en liberté.
Philippe-Charles de La Fare apprend le 19 octobre 1746 que le roi lui donne le bâton de maréchal de France. Il apprend quelques jours plus tard qu’il ne tiendra plus les États[Quoi ?], Louis-Jean-Marie de Bourbon, duc de Penthièvre le remplace.

### Fin de carrière
Philippe-Charles de La Fare part commander sur les frontières du Luxembourg et dans les Évêchés, au début de l’année 1747, jusqu'à la paix d'Aix-la-Chapelle, le 18 octobre 1748. Il séjourne à la cour pendant ces deux années et est envoyé à Strasbourg, en janvier 1747, pour y accueillir la nouvelle dauphine, Marie-Josèphe de Saxe.
Au mois de juillet 1747, il se démet de la lieutenance générale du comté nantais. En 1747, il est à nouveau créé chevalier d'honneur de la nouvelle Dauphine. Cette même année, il vend sa charge de lieutenant-général de Bretagne à Michel Ferdinand d'Albert d'Ailly, duc de Chaulnes.

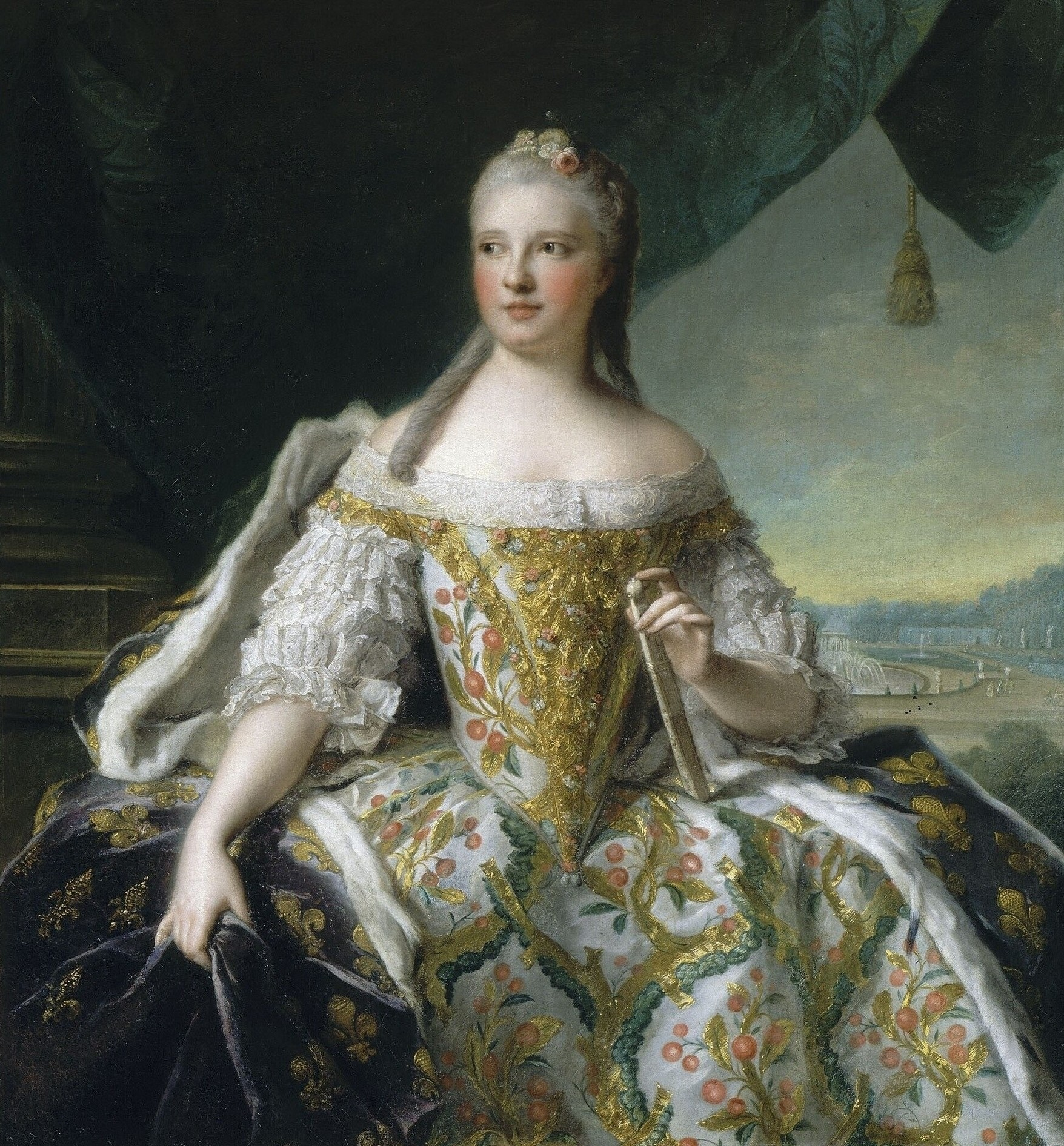
La Dauphine Marie-Josèphe.

Au mois d’avril 1749, Charles-François de Sassenage, menin du Dauphin , est déclaré chevalier d'honneur de Madame la Dauphine, en survivance du maréchal Philippe-Charles de La Fare qui garde toujours sa charge et ses appointements et qui continue à servir. Mais, La Fare ne borne plus ses vues à la charge de chevalier d'honneur. Il pense au commandement d'Alsace, qui pourrait bien devenir vacant à cause des infirmités du maréchal François de Franquetot de Coigny.
La Fare, âgé de soixante deux ans et n'ayant pas d'héritier mâle, négocie avec le prince de Croÿ, pour le désigner survivancier. Cet arrangement ne se fait pas, et le roi a désigné Sassenage. À la cour, il cumule les honneurs du fait de ses deux fonctions de chevalier d'honneur de Madame la Dauphine et de maréchal de France.[réf. nécessaire] Le 3 décembre 1751, il obtient le gouvernement de Gravelines, et se démet de celui d'Alès.
En 1752, La Fare est atteint de la petite vérole. Il en meurt à Paris, le 4 septembre 1752, âgé de 68 ans. 
Comme son père, Philippe-Charles de La Fare a écrit des poèmes. Sa fille est la dernière La Fare de la branche aînée. Veuve sans postérité du brigadier-comte Claude Bouthillier de Chavigny en 1774, elle se remarie avec le futur général-comte Louis Groult des Rivières, mais elle n'a pas d'enfant avec lui.